# 谢旭人
谢旭人（1947年10月—），浙江宁波人，中华人民共和国政治人物。1980年7月加入中国共产党。大专学历。第十六届中共中央候补委员，中共十七屆中央委員會委員。曾任中华人民共和国财政部部长、全国社会保障基金理事会理事长。

## 生平
曾长期在家乡任职；从底层做起。1967年，进入宁波镇海机械厂，逐渐由设备科副科长被提拔为副厂长。1981年进入浙江大学学习。1981年9月至1984年1月在浙江大学工业经济管理专业干部专修科学习。毕业后，即步入政坛，历任浙江省余姚县副县长，中共鄞县县委副书记、县长等职。1985年9月升任浙江省计划经济委员会党组成员、计委副主任，兼浙江省经济信息中心主任等职。
1990年5月，43岁的谢旭人从浙江上调中央，出任中华人民共和国财政部综合计划司副司长。此后的八年间，他先后担任预算司副司长，综合计划司司长，综合与改革司司长，直至部长助理和财政部副部长。1998年，谢旭人出任中国农业发展银行行长；2000年任中央金融工委副书记；2001年11月出任国家经贸委副主任。
2003年4月，在温家宝内阁中担任国家税务总局局长。在他执掌国家税务总局的4年中，中国年税收收入几乎翻了一番，平均年税收增长幅度达到15.5%，远远超过了国内生产总值的增长速度。2003年，中国税收收入更是突破了2万亿元大关。2007年8月30日，第十届全国人民代表大会常务委员会第二十九次会议任命谢旭人为财政部部长。
2010年4月10日，中国财政学会2010年会暨第18次全国财政理论讨论会于北京召开，会上谢旭人当选为中国财政学会第八届理事会会长。

### 执掌财政部
对于出掌财政部，外界评价谢旭人是位严谨、细致、务实的新财长。他直接参与了1993年-1994年中国的财税体制改革，有着大量基层实践经验和经济专业背景。2009年10月，谢旭人被英国《新兴市场》杂志评为年度“亚洲最佳财长”。
2013年3月26日，国务院任命谢旭人为全国社会保障基金理事会理事长。
2016年11月，不再担任全国社会保障基金理事会理事长。

## 个人爱好
读书和爬山是谢旭人的两大爱好。他坚持每周抽出半天时间爬香山；而更多的业余时间则是用在读书上。

## 轶闻
2014年9月，英国《金融时报》暗示谢旭人之子谢荣卷入到摩根士丹利华鑫证券为赢得业务而聘用“官二代”的事件之中。